# Adolf Smekal
Adolph Gustav Stephan Smekal (Viena, 12 de setembro de 1895 – Graz, 7 de março de 1959) foi um físico austríaco. Previu o efeito Raman.

## Vida

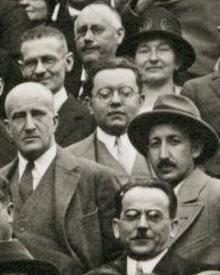
Adolf Smekal (centro), Bunsen-Tagung em Munique, 1928

Smekal estudou física e química na Universidade de Viena e na Universidade de Graz. Após a habilitação com Michael Radaković continuou a estudar física e química na Universidade de Berlim. A partir de 1919 foi assistente em Viena e obteve a habilitação em 1920 em física teórica e experimental com Gustav Jäger. Foi professor em Viena, na Universidade de Halle-Wittenberg, na Universidade Técnica de Darmstadt e em Graz.
Em 1931 foi eleito membro da Academia Leopoldina.
Smekal foi desde 1933 membro apoiador da SS, membro do NSDAP em 1937. Chegou em 1946 com o "Abderhalden-Transport" na região de Darmstadt, juntamente com Emil Abderhalden, Camill Montfort (1890–1956) e Theodor Lieser (1900–1973). Smekal assumiu a cátedra de Otto Scherzer a partir de janeiro de 1946 até fevereiro de 1949 em seu retorno.

## Obras
- (Red.:) Teil 1 Quantentheorie. und Teil 2 Aufbau der zusammenhängenden Materie. In: Handbuch der Physik. Band 24. Bearb. von H. Bethe [u. a.], Julius Springer, Berlim 1933 (2. Edição)
- Allgemeine Grundlagen der Quantenstatistik und Quantentheorie. B. G. Teubner, Leipzig 1926 (Encyklopädie der mathematischen Wissenschaften)
- Zur Fehlstruktur der Röntgenserien. (Vorläufige Mitteilung), Aus dem 2. physik. Institut der Universität in Wien. [Abt.: Akademie d. Wissenschaften], A. Hölder, Viena 1921
- Über Rutherford's X, und die Abweichungen vom Coulomb'schen Gesetze in grosser Nähe der elementaren elektrischen Ladungen. [Abt.:] Akademie der Wissenschaften, A. Hölder, Viena 1921
- Über die Dimensionen der a-Partikel und die Abweichungen vom Coulomb'schen Gesetze in grosser Nähe elektrischer Ladungen. A. Hölder, Viena 1920
- Zur Thermodynamik kondensierter Systeme. Hölder, Viena 1915
- Zur Theorie der Röntgenspektren. Zur Frage der Elektronenanordnung im Atom. Hölder, Viena